# Simpático
| Recensione | Giudizio |
| ---------- | -------- |
| AllMusic   |          |

Simpático è un album a nome Gary McFarland Gabor Szabo, pubblicato dalla casa discografica Impulse! Records nell'agosto del 1966.

## Il disco
Gary McFarland e Gabor Szabo realizzano nel 1966 quest'album che racchiude vari stili musicali cari ad entrambi; jazz, blues, rhythm and blues, ritmi latini, ballate British e raga indiano, il tutto sapientemente arrangiato da McFarland (già un vero esperto all'epoca) ma anche il chitarrista ungherese dà il suo contributo firmando tre brani dell'album.
L'album si avvale di musicisti esperti e alcuni già affermati, Sam Brown, secondo chitarrista, che aveva già lavorato con Miriam Makeba e altri musicisti folk; il batterista Joe Cocuzzo, già da qualche periodo di tempo facente parte del gruppo di McFarland, aveva avuto una vasta esperienza sia in piccoli gruppi che in Big Band, da Larry Elgart a Woody Herman; i percussionisti Tommy Lopez e Barry Rogers provenivano dalla band di Eddie Palmieri, in realtà Barry Rogers suonava abitualmente il trombone ma nel disco viene impiegato ai campanacci, raschietti e altri dispositivi a percussione;
Al basso si alternano Richard Davis (che predilige il contrabbasso) mentre Bob Cranshaw si destreggia al basso Fender, entrambi hanno già una solida fama in ambito jazz.
I brani perlopiù strumentali vengono di tanto in tanto accompagnati al canto da Gabor Szabo, mentre McFarland (che naturalmente tra le sue qualità non spicca il canto) si limita a fischiettare.
Gli arrangiamenti sono di McFarland e Szabo.
Il brano di apertura dell'album è The Word, cover dei Beatles, gruppo del quale McFarland nutriva autentica venerazione, in particolare per il contributo (in termini di cambiamento e freschezza musicale) che la coppia Lennon-McCartney ha portato sulla scena del periodo.
Nature Boy, sentita da un adolescente McFarland cantare da Nat King Cole, McFarland apporta al brano alcune modifiche pur mantenendo l'essenziale struttura.
Norwegian Wood altro celebre brano della coppia Lennon-McCartney che McFarland inserisce ritmi latini e dell'India con interessante sottofondo ipnotico e multicolore della sezione ritmica.
Hey, Here's a Heart, brano scritto da McFarland (con Cliff Owens), fu anche registrata, tra gli altri, da Brook Benton e Ethel Ennis.
Cool Water riflette le mescolanze di influenze country con la scena musicale contemporanea del periodo. La canzone fu scelta da McFarland per gusto personale e perché a suo dire adatta all'atmosfera musicale dell'album.
Ups and Down, altro brano scritto da McFarland (questa volta come unico autore), racconta dell'inevitabile e implicita persistenza dello spirito umano nel cercare di trovare nuovi bei momenti.
Yamaha Mama è una sorta di tributo di Gabor Szabo alla sua amata moto Yamaha, melodia semplice e altalenante.
You Will Pay, brano anch'esso scritto da Szabo, cronaca di un amore non corrisposto con desiderio rancoroso dell'amante respinto, la bella donna alla fine dovrà pagare anche i suoi debiti.
Spring Song, terzo e ultimo brano scritto da Szabo dell'album, descritta da McFarland come "una canzone eccezionalmente morbida e adorabile, così fresca che quando abbiamo registrato il pezzo è riuscita in una sola traccia".
She's a Cruiser brano di McFarland il cui soggetto, sempre a detta dell'autore "è il tipo di ragazza molto sfacciata, che fluttua dentro e fuori dalle circostanze senza mai essere troppo coinvolta".
"Simpatico" è il brano di chiusura, di McFarland, prese forma spontaneamente alla fine delle registrazioni dell'album, "era verso la fine di una doppia sessione ed eravamo tutti abbastanza stanchi e stavamo provando un numero di canzoni diverse ma non adatte all'album, finalmente sfruttando ritmi latini prese corpo il brano che poi da il titolo all'album, si basa sull'accordo dominante da si bemolle minore a mi bemolle settima, abbiamo abbassato il tempo e abbiamo avuto una sensazione davvero fantastica".

## Copertina
La copertina dell'album ritrae Gary McFarland e Gabor Szabo in sella sulle rispettive moto (Gary è su una Yamaha Jet 100, mentre Gabor su una Yamaha Big Bear (YDS3C), la foto fu scattata tra la 58th Street e la Fifth Avenue a New York, il palazzo alle spalle dei due è il Plaza Hotel.

## Tracce

### LP
Lato A
1. The Word – 2:22 (John Lennon, Paul McCartney) – Registrato il 20 maggio 1966
2. Nature Boy – 2:45 (Eden Ahbez) – Registrato il 20 maggio 1966
3. Norwegian Wood – 2:32 (John Lennon, Paul McCartney) – Registrato il 18 maggio 1966
4. Hey Here's a Heart – 2:36 (Gary McFar, Cllandiff Owens) – Registrato il 20 maggio 1966
5. Cool Water – 2:31 (Bob Nolan) – Registrato il 18 maggio 1966
6. Ups and Downs – 2:58 (Gary McFarland) – Registrato il 20 maggio 1966

Lato B
1. Yamaha Mama – 2:12 (Gabor Szabo) – Registrato il 20 maggio 1966
2. You Will Pay – 2:45 (Gabor Szabo) – Registrato il 18 maggio 1966
3. Spring Song – 2:18 (Gabor Szabo) – Registrato il 20 maggio 1966
4. She's a Cruiser – 2:34 (Gary McFarland) – Registrato il 18 maggio 1966
5. Simpático – 4:44 (Gary McFarland) – Registrato il 20 maggio 1966

## Musicisti
The Word / Nature Boy / Ups and Downs / Spring Song / Hey Here's a Heart / Yamaha Mama / Simpático
- Gabor Szabo – chitarra, voce
- Gary McFarland – vibrafono, voce
- Gary McFarland – vibrafono, whistle (brano: Simpático)[5]
- Sam Brown – chitarra
- Richard Davis – basso (eccetto nei brani: Hey Here's a Heart e Yamaha Mama)
- Bob Bushnell – basso (solo nei brani: Hey Here's a Heart e Yamaha Mama)
- Joe Cocuzzo – batteria
- Tommy Lopez – percussioni
- Barry Rodgers – percussioni

Norwegian Wood / Cool Water / Cool Water / She's a Cruiser
- Gabor Szabo – chitarra, voce
- Gary McFarland – vibrafono, voce
- Sam Brown – chitarra
- Richard Davis – basso
- Joe Cocuzzo – batteria
- Tommy Lopez – percussioni
- Barry Rodgers – percussioni[6]

Note aggiuntive
- Gary McFarland e Bob Thiele – produttori
- Registrato il 18 e 20 maggio 1966 a Englewood Cliffs, New Jersey, Stati Uniti
- Rudy Van Gelder – ingegnere delle registrazioni
- Bob Ghiraldini – fotografia copertina frontale album
- Bob Thiele – fotografie interne album
- Robert Flynn – design copertina album
- Joe Lebow – design interno copertina album
- Nat Hentoff – note interne all'album[7]